# Borís Kustódiev
Borís Mijáilovich Kustódiev (ruso, Борис Михайлович Кустодиев; 7 de marzo de 1878–28 de mayo de 1927) fue un pintor y escenógrafo ruso.
Borís Kustódiev nació en Astrakán en la familia de un profesor de filosofía, historia de la literatura, y lógica en el seminario teológico local. Entre 1893 y 1896, Borís estudió en el seminario teológico y recibió clases privadas de arte en Astrakán de Pável Vlásov, un alumno de Vasili Perov. Posteriormente, desde 1896 hasta 1903, acudió al taller de Iliá Repin en la Academia Imperial de las Artes en San Petersburgo, colaborando posteriormente con él como ayudante. Expuso por vez primera en 1896.
Realizó visitas a Francia y España gracias a una beca de la Academia Imperial en 1904; luego, en 1907, estuvo en Italia, y en 1909 visitó Austria y Alemania, y de nuevo Francia e Italia. En esta época pintó sobre todo retratos y trabajos de género. 
En 1905, Kustódiev se dedicó por vez primera a la ilustración de libros, un género que cultivaría el resto de su vida. Ilustró muchas obras de la literatura clásica rusa. Debido a una enfermedad, tuvo que marchar a Suiza, donde pasó un año en tratamiento en una clínica privada. Quedó parapléjico en 1916, estando a partir de entonces confinado en su habitación. 
El artista también estuvo interesado en diseño de escenarios. Primero empezó a trabajar en el teatro en 1911, cuando diseñó decorados para la obra de Aleksandr Ostrovski Un corazón ardiente. Fue tal su éxito que le llegaron nuevos encargos. En 1913, diseñó escenario y vestuario para La muerte de Pázujin en el Teatro del Arte de Moscú. Demostró su talento en otras obras de Ostrovski. 
En 1923, Kustódiev se unió a la Asociación de Artistas de la Rusia Revolucionaria. Siguió pintando, haciendo grabados, ilustrando libros y diseñando para el teatro hasta su muerte el 28 de mayo de 1927, en Leningrado.

## Obras seleccionadas

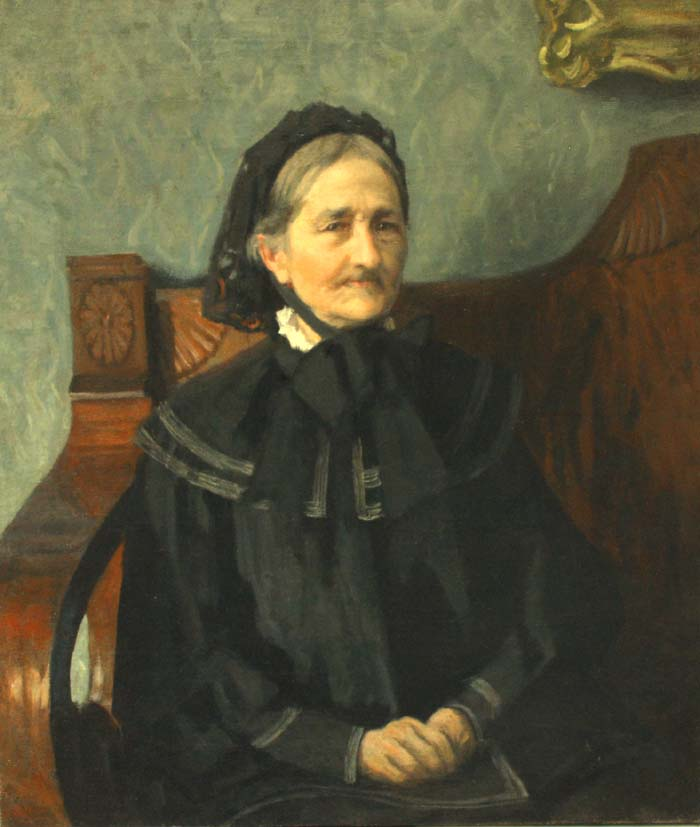
Retrato de Elizaveta Grigórievna Púshkina (años 1900).
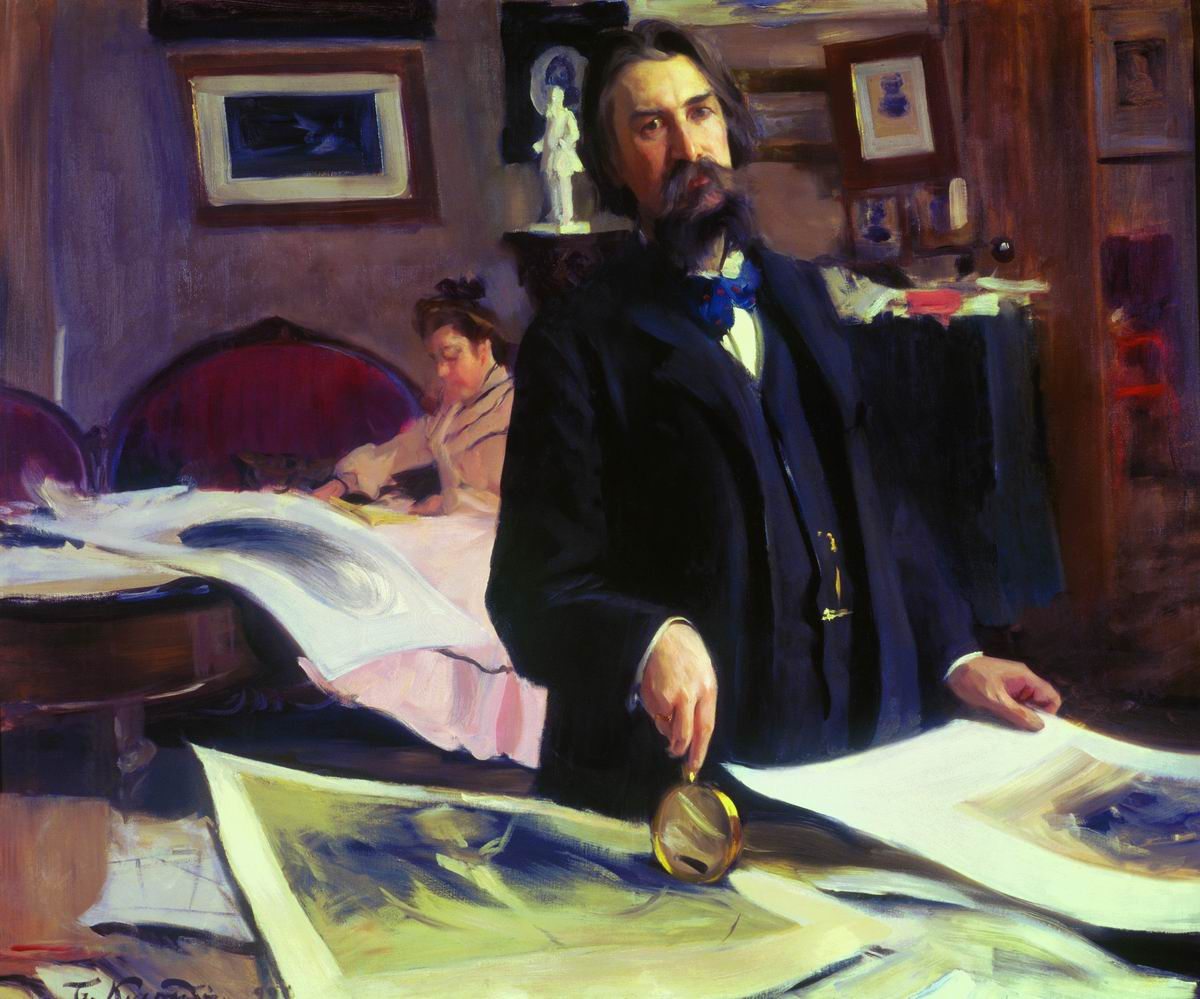
Retrato de Vasili Mate (1902).
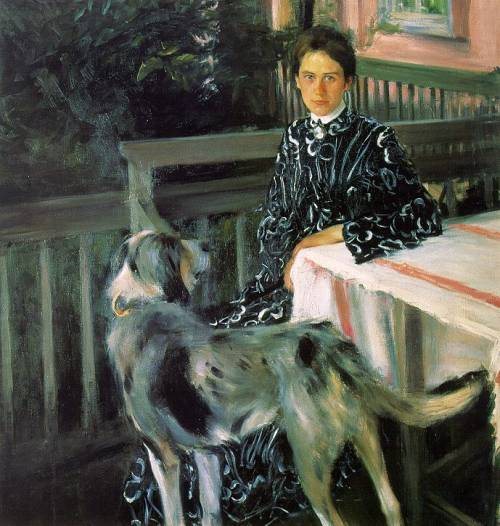
Retrato de Julia Kustódieva (esposa) (1903).
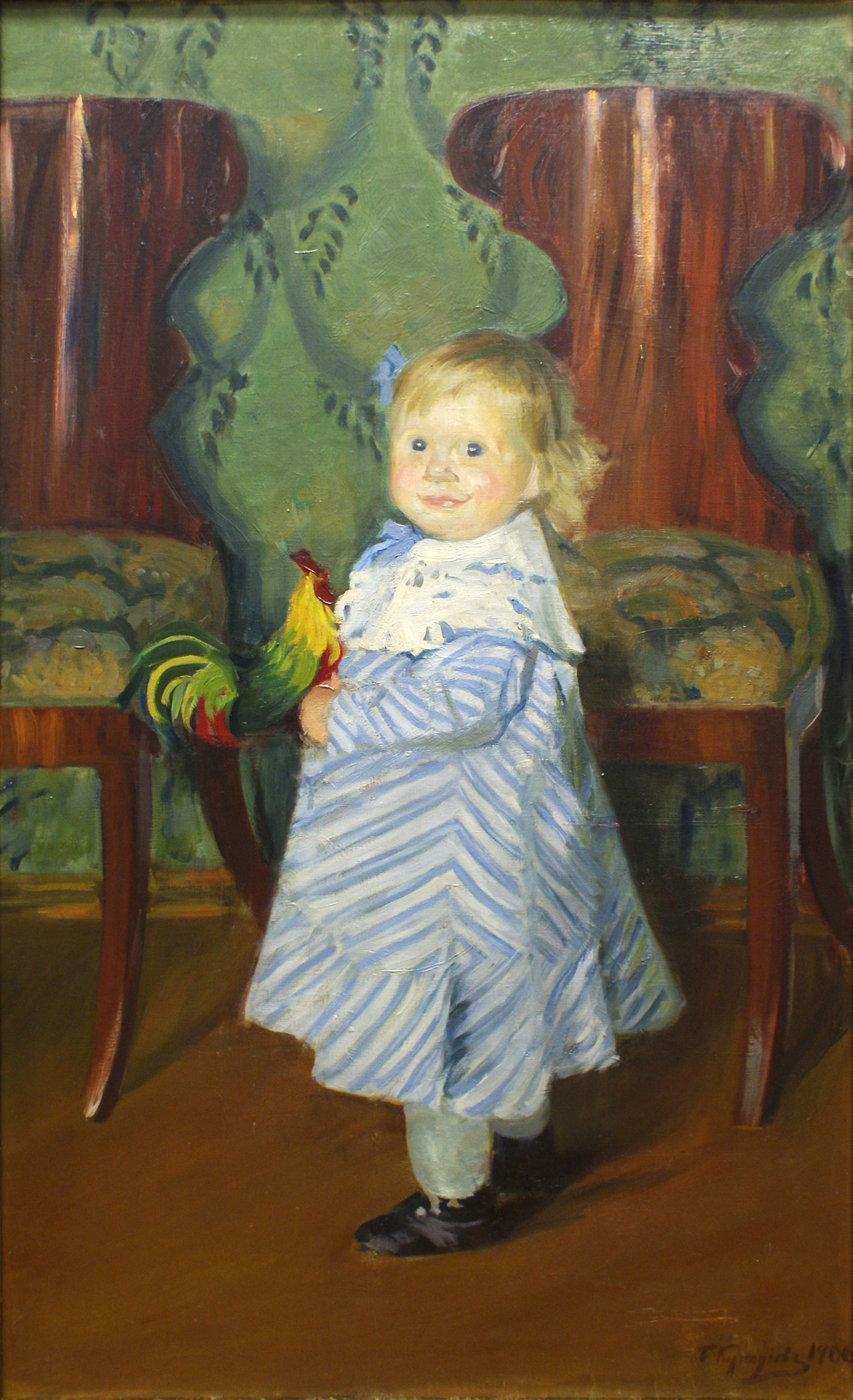
Irina (hija) (1906).
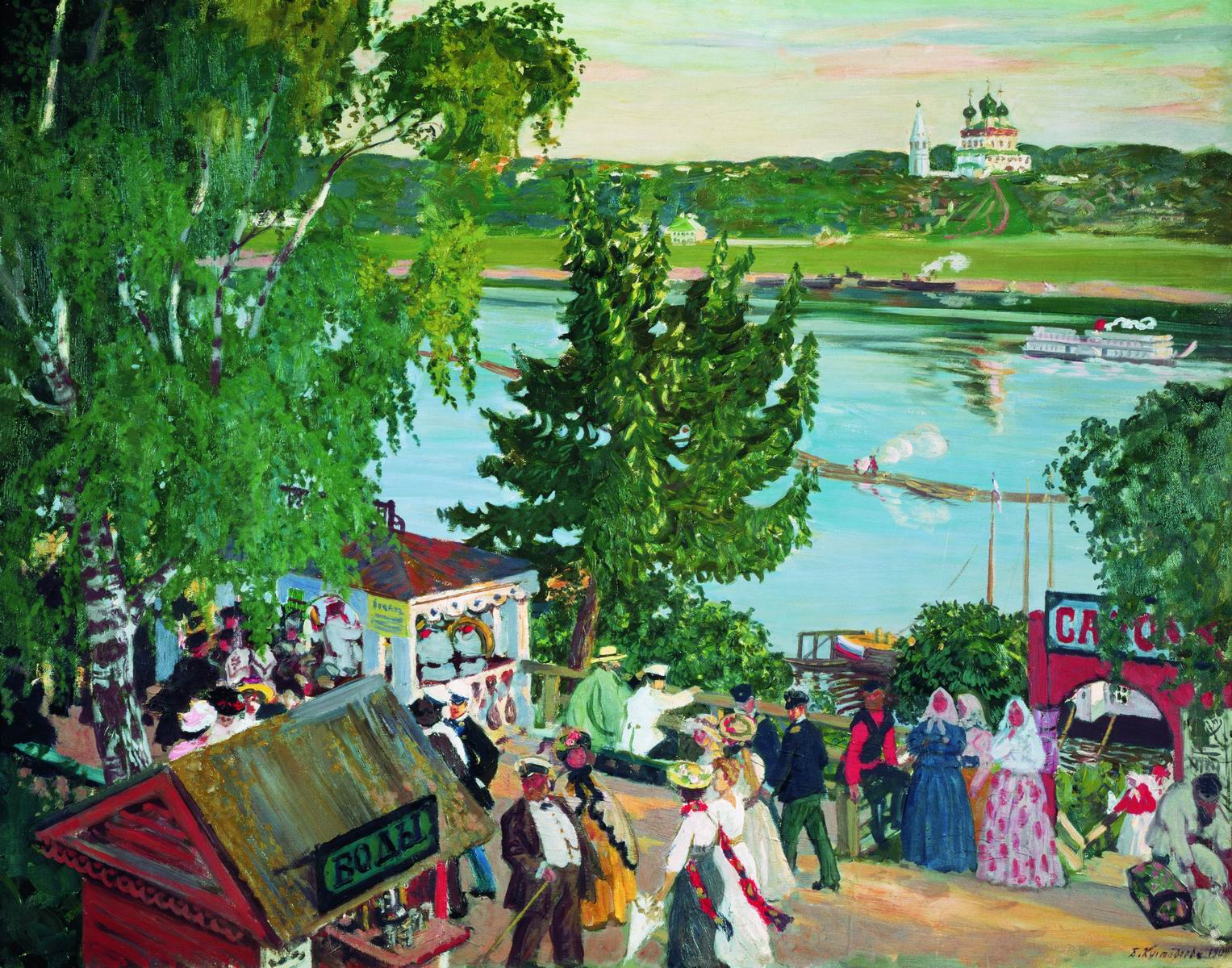
Paseo por el Volga (1909).
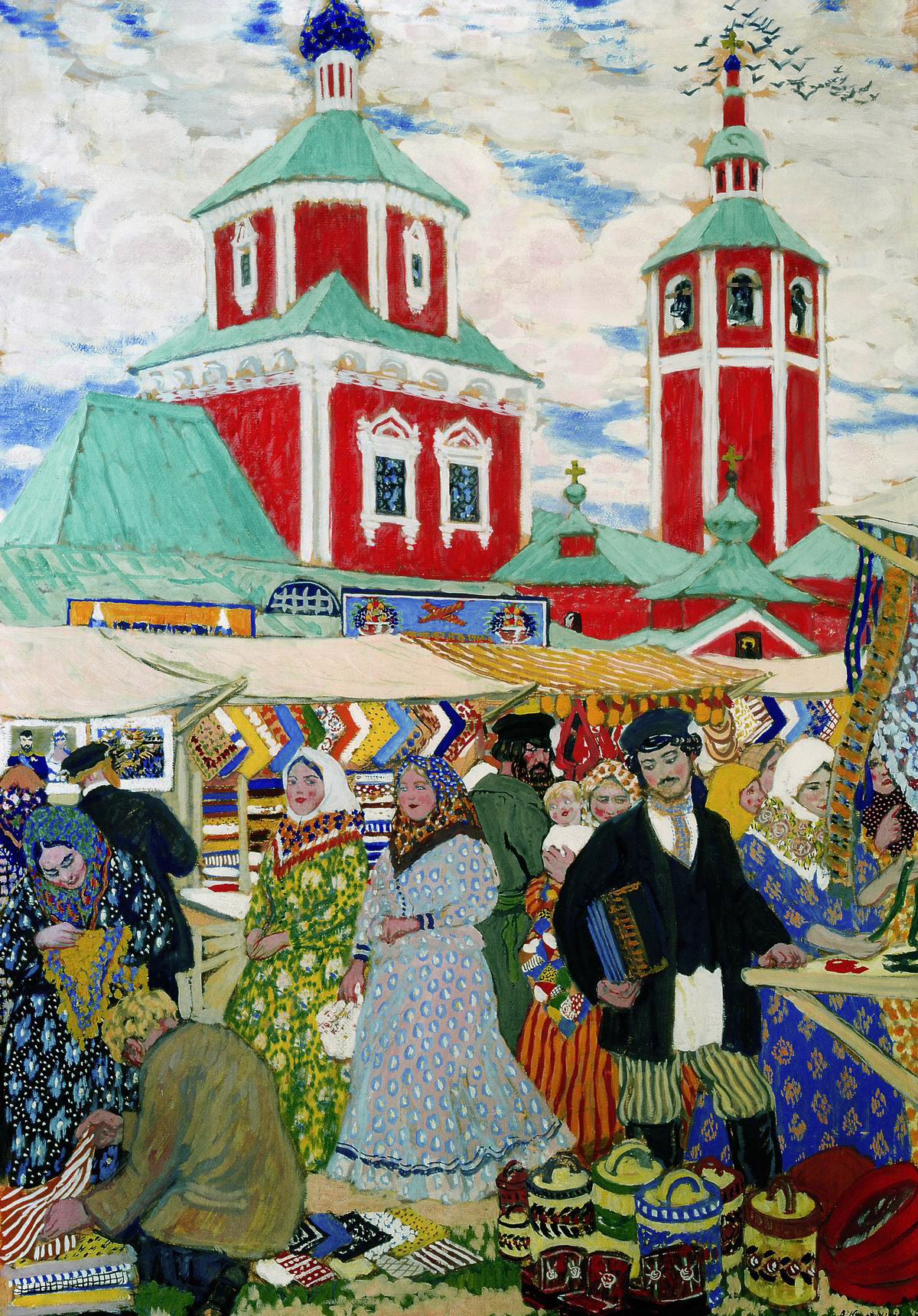
Feria (1910).
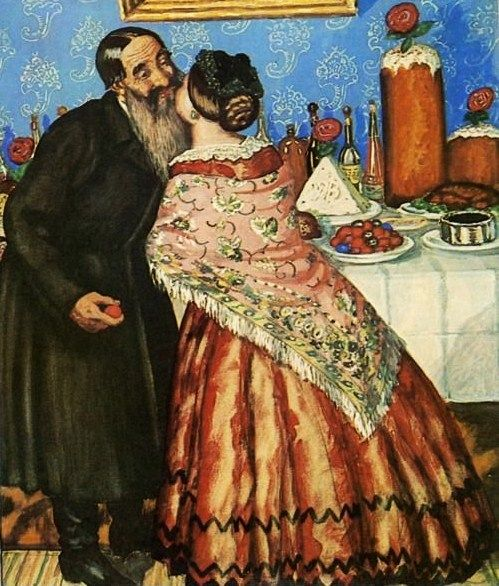
Saludo de Pascua (1912).
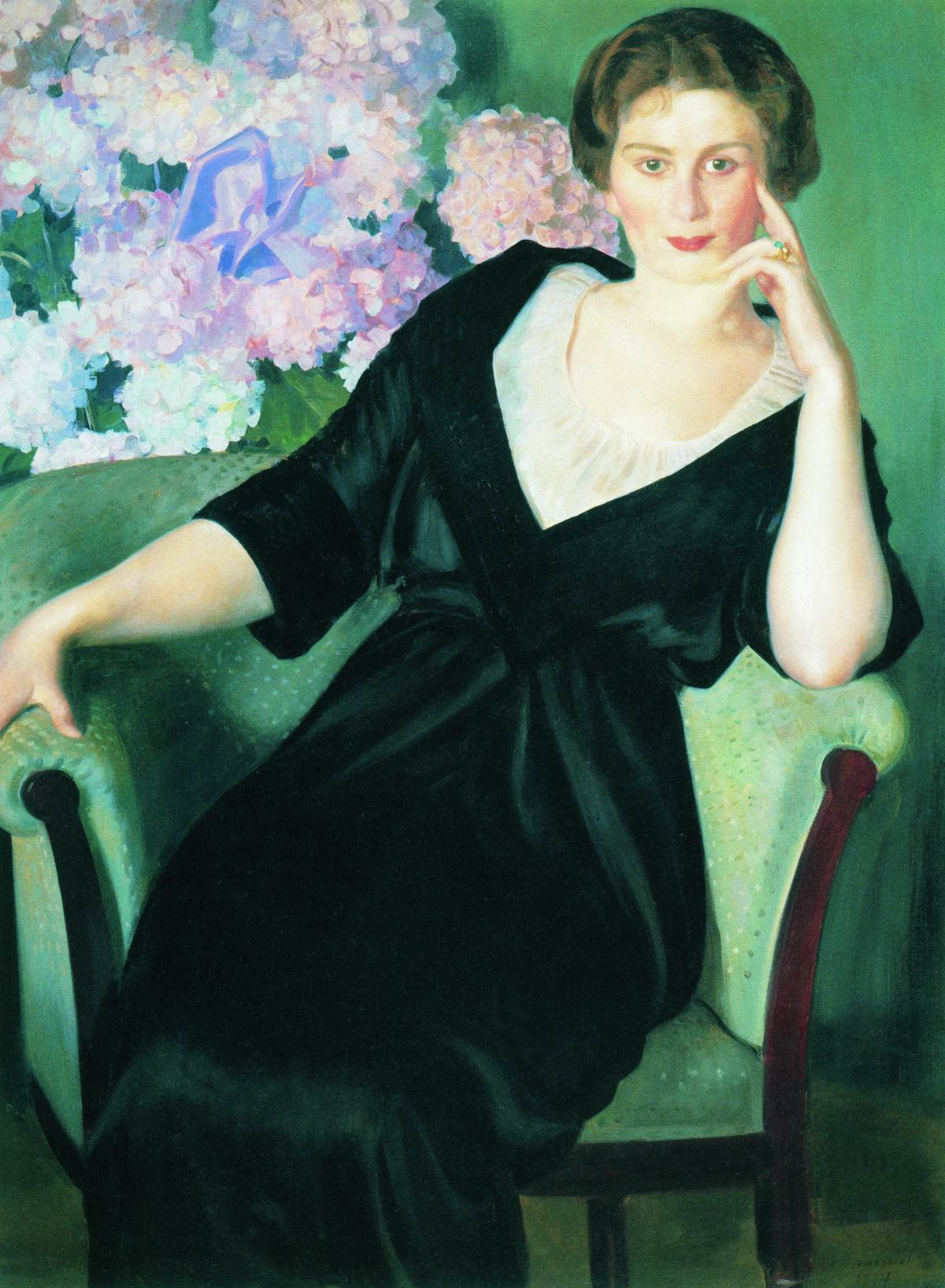
Retrato de Renee Notgaft (1914).
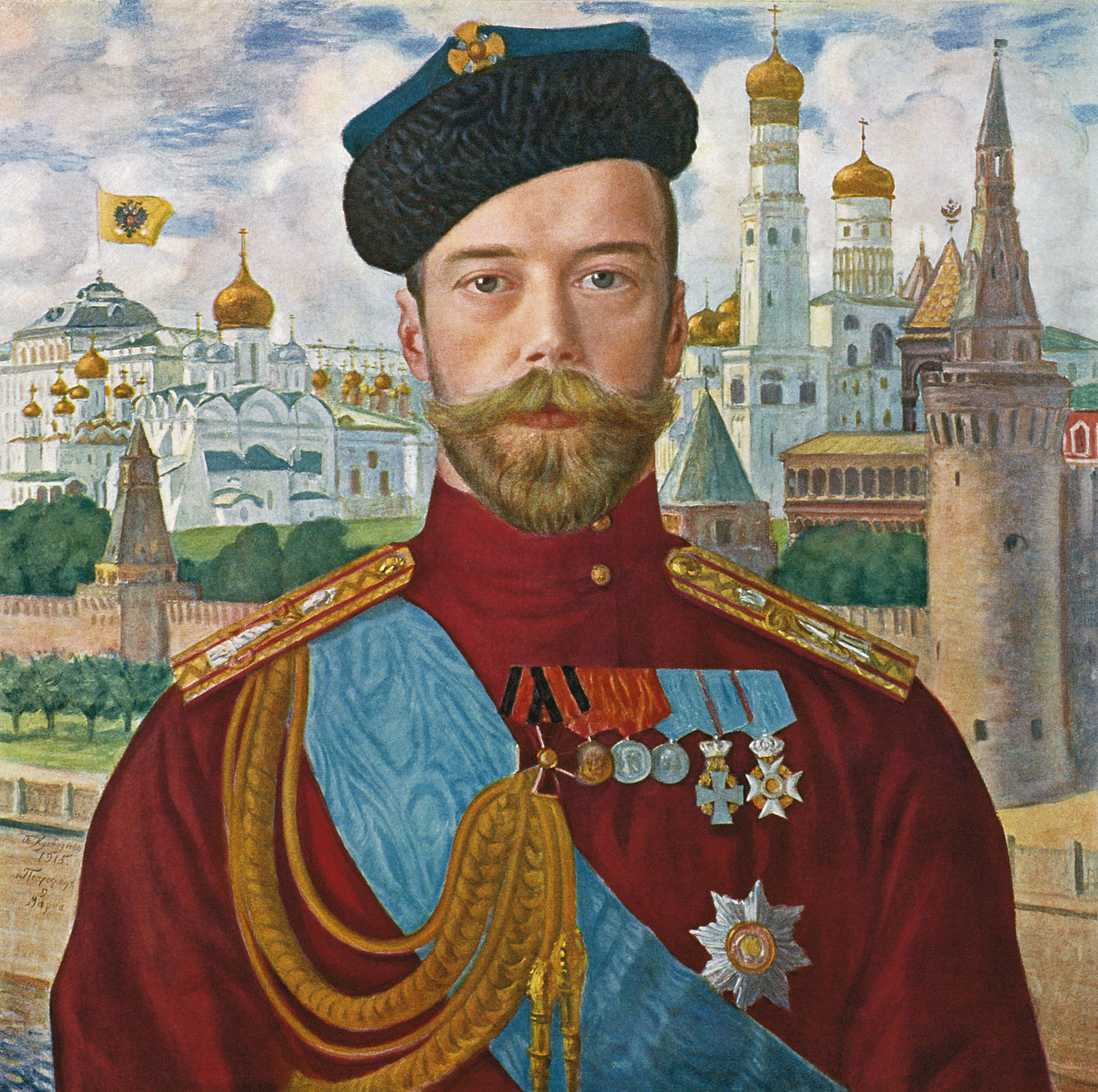
Zar Nicolas II (1915)
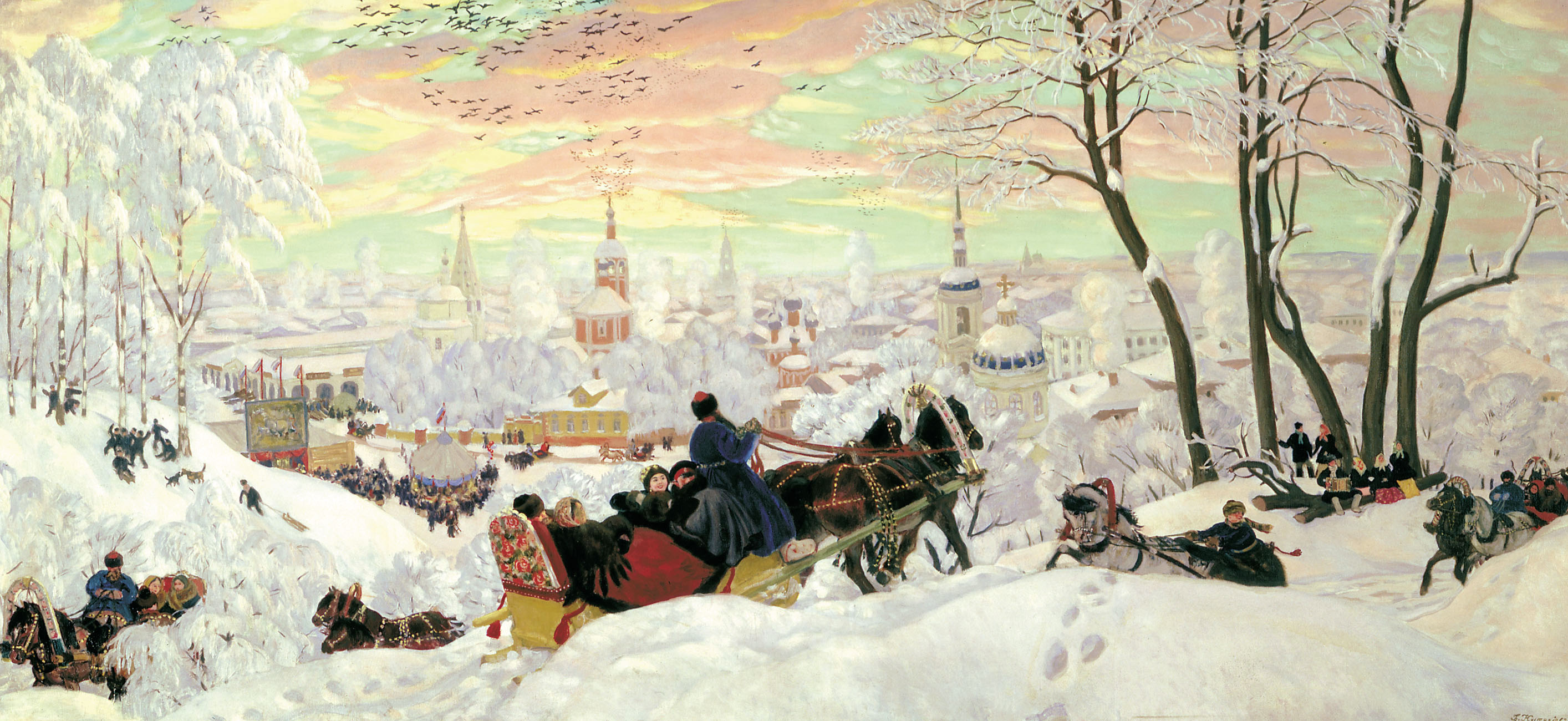
Semana de Carnaval (Máslenitsa) (1916).
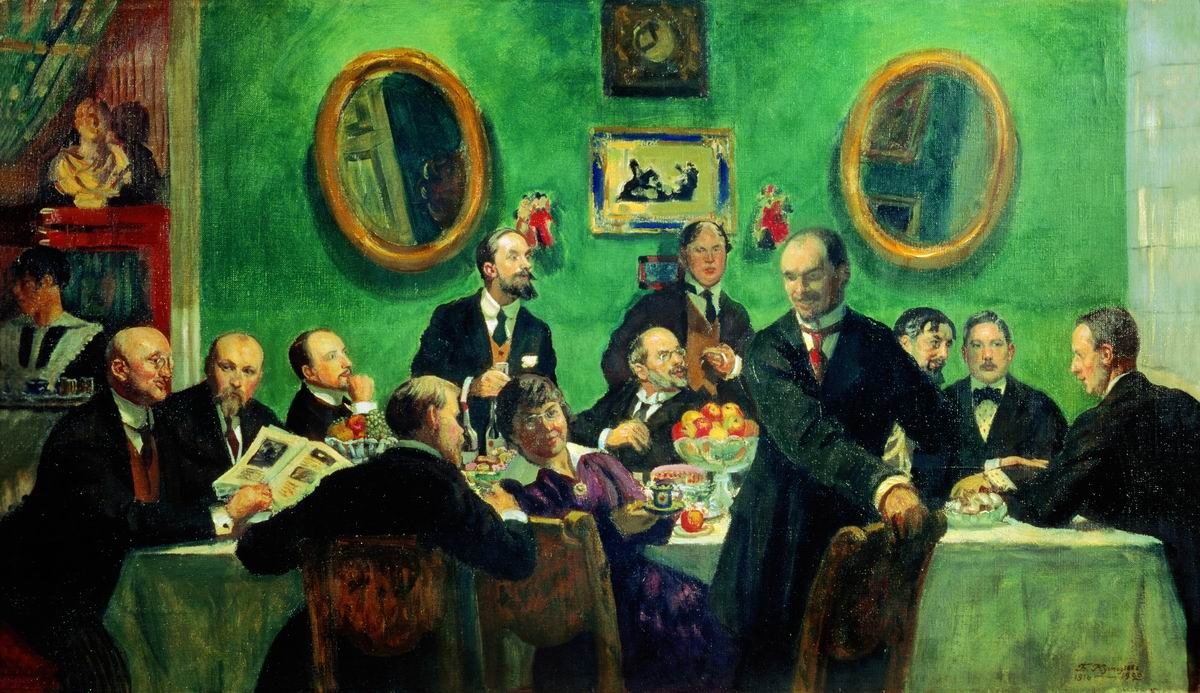
Miembros del "Mundo del Arte"(Mir Iskusstva)(1916–1920).
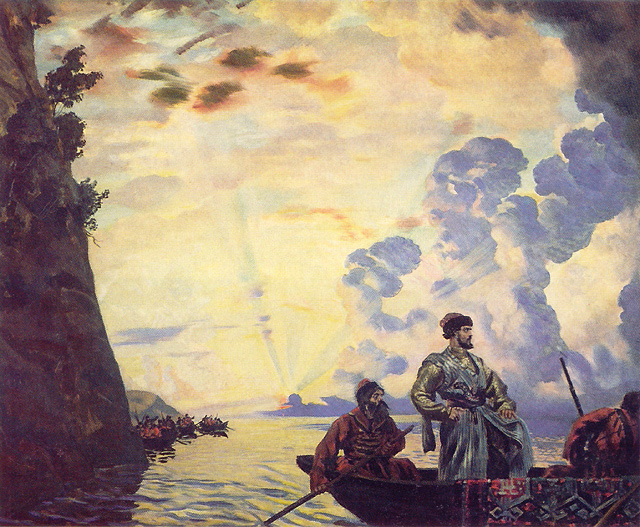
Stenka Razin (1918).
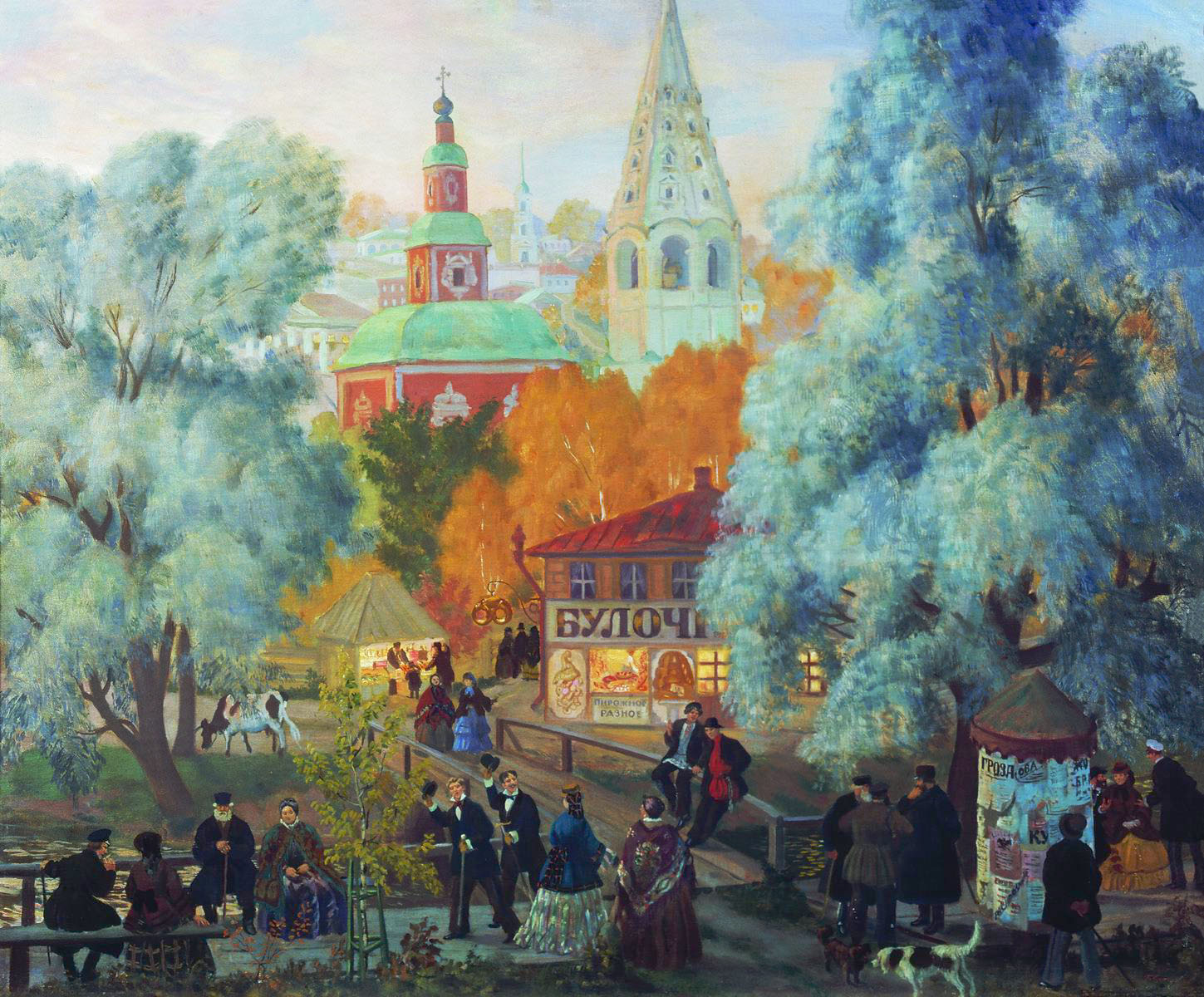
Campo 1919
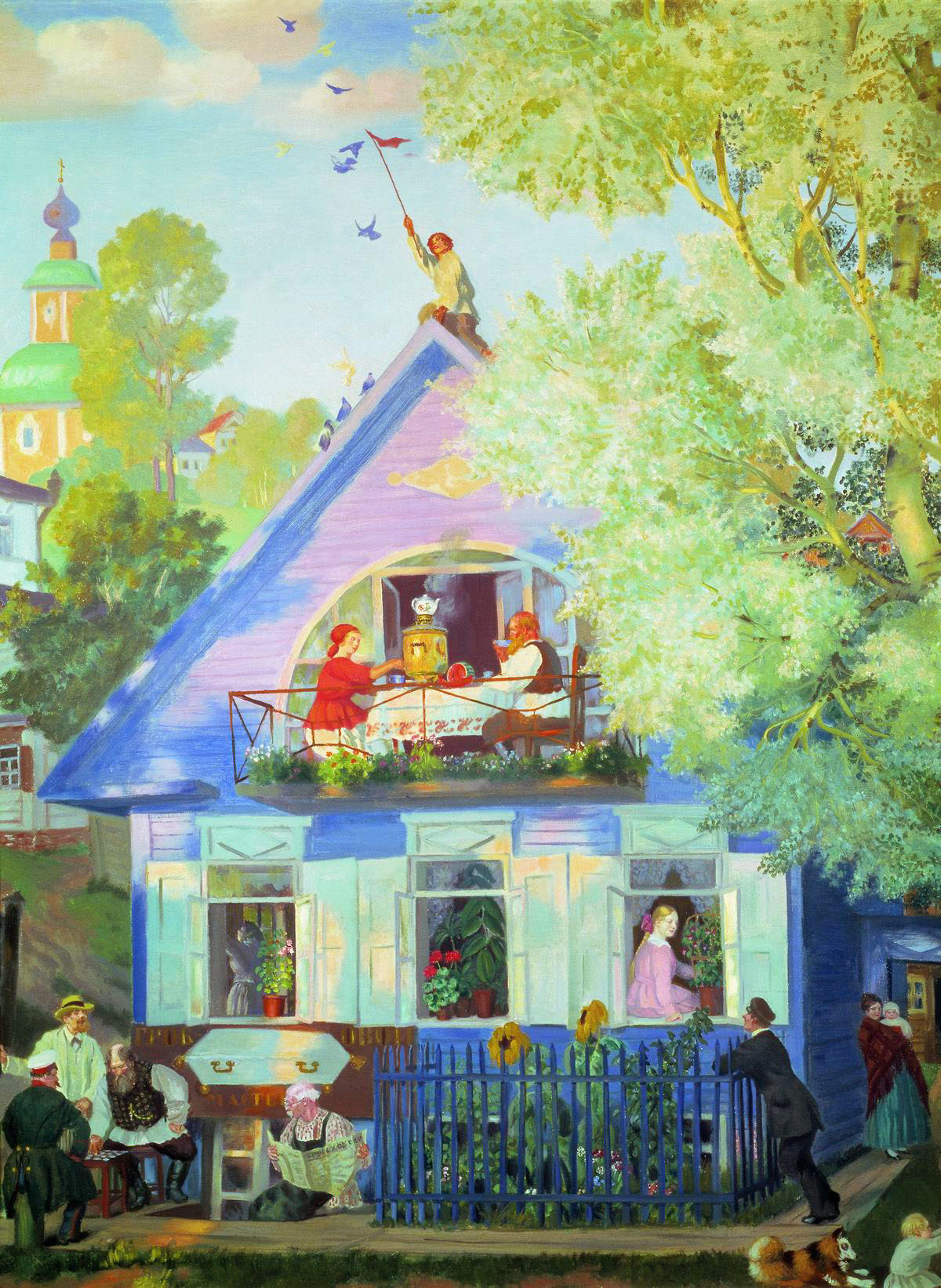
Casa azul 1920
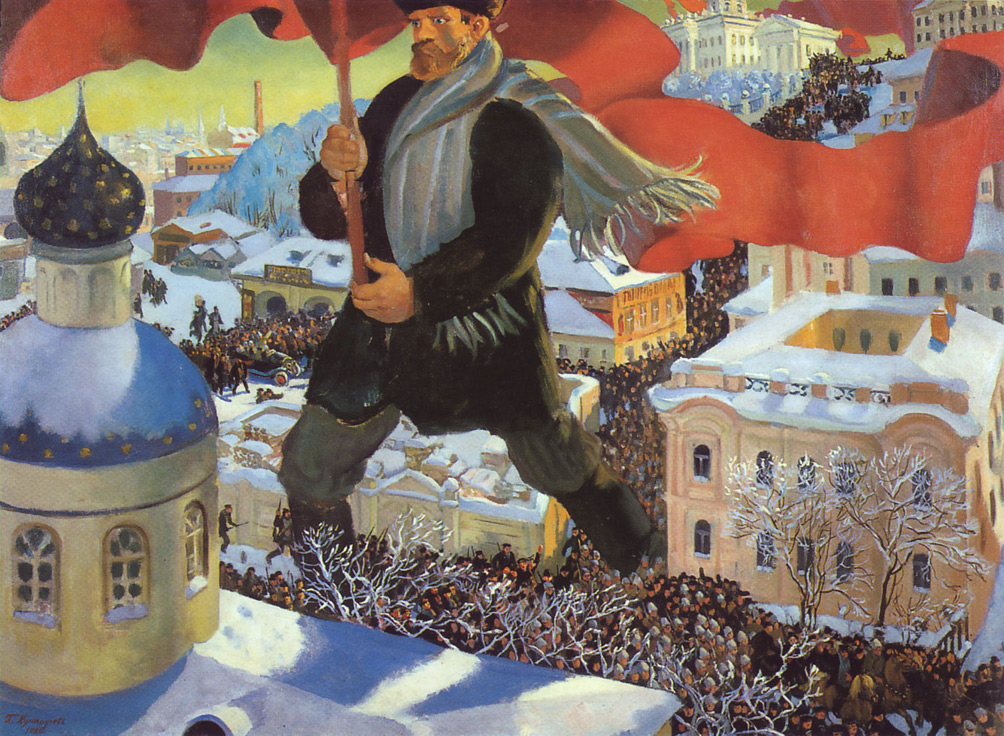
Bolchevique (1920).
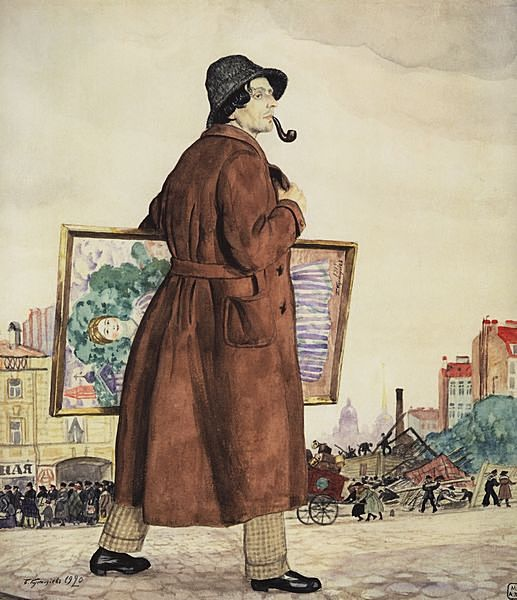
Isaak Brodsky (1920).
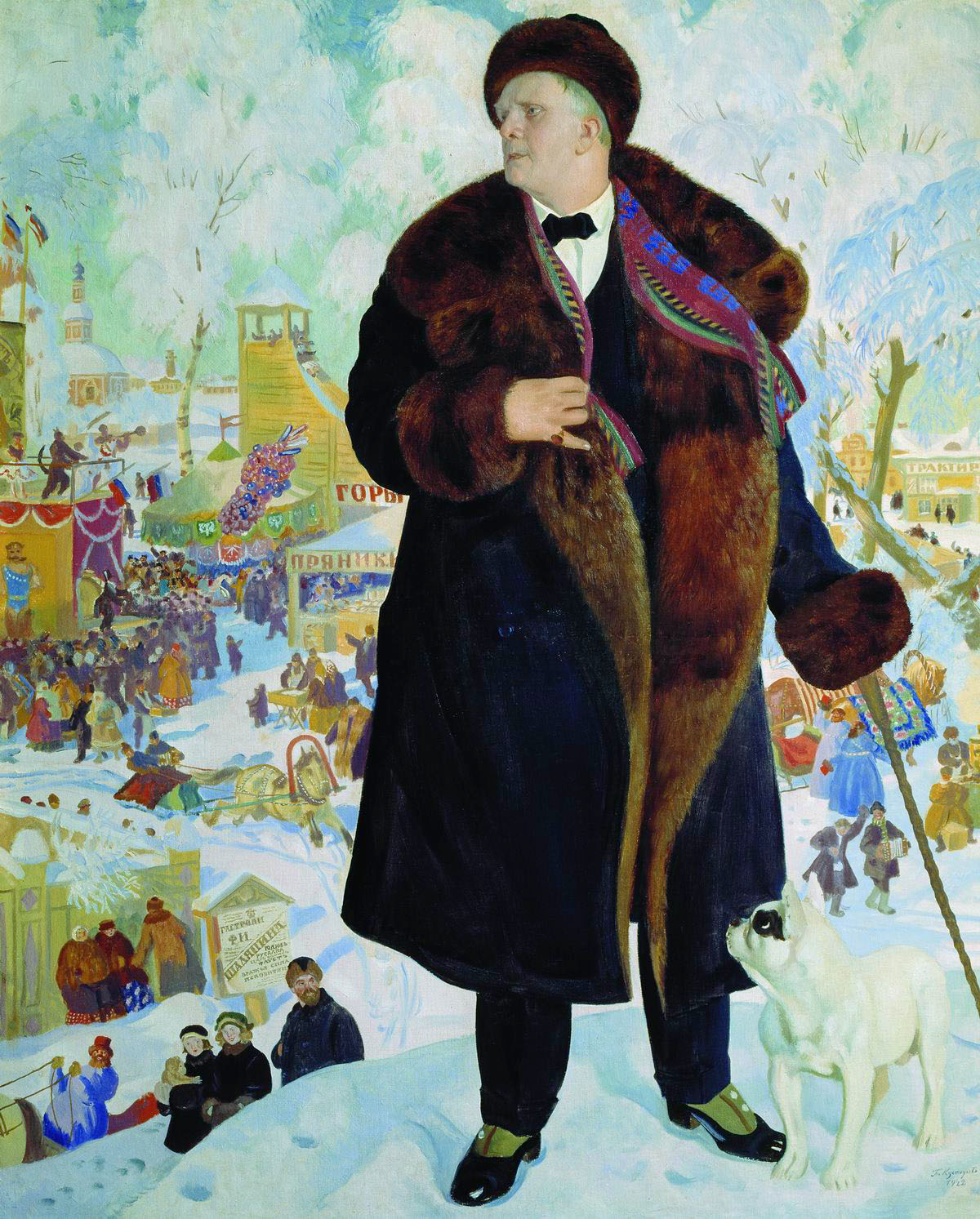
Retrato de Chaliapin (1921).
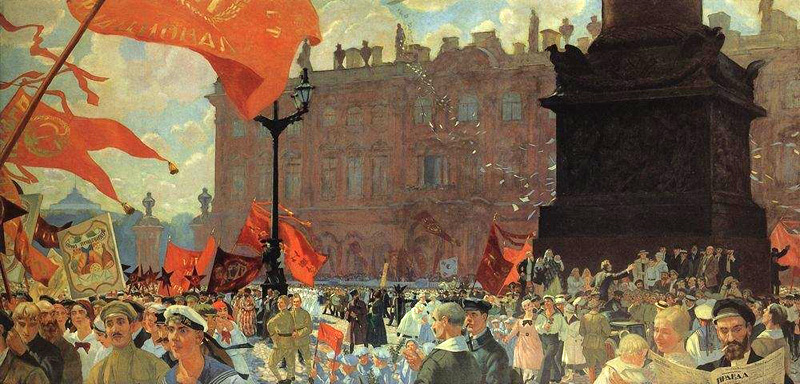
Festival del II Congreso del Comintern en la Plaza Uritski (1921).
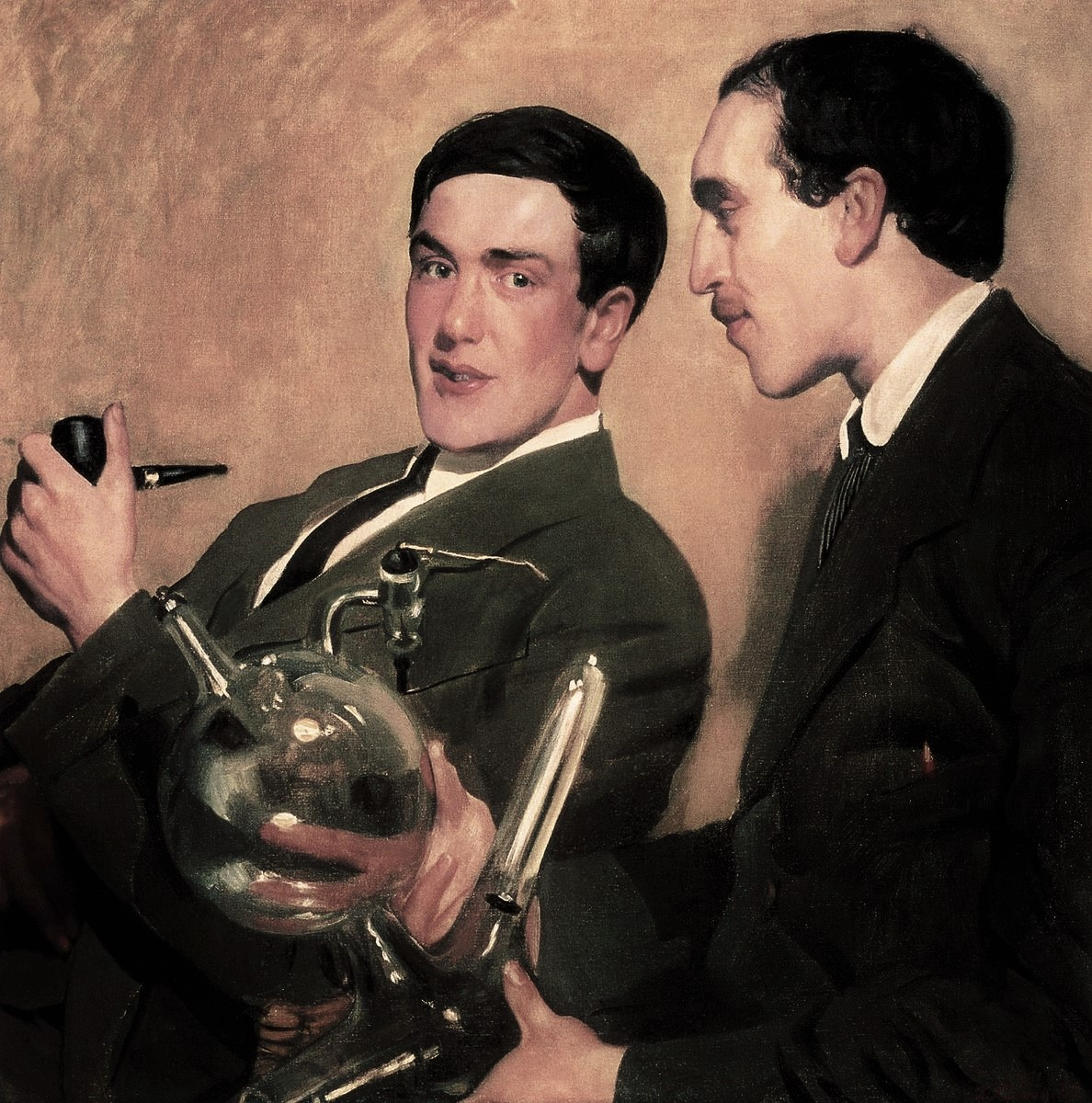
Kapitsa y Semiónov (1921).
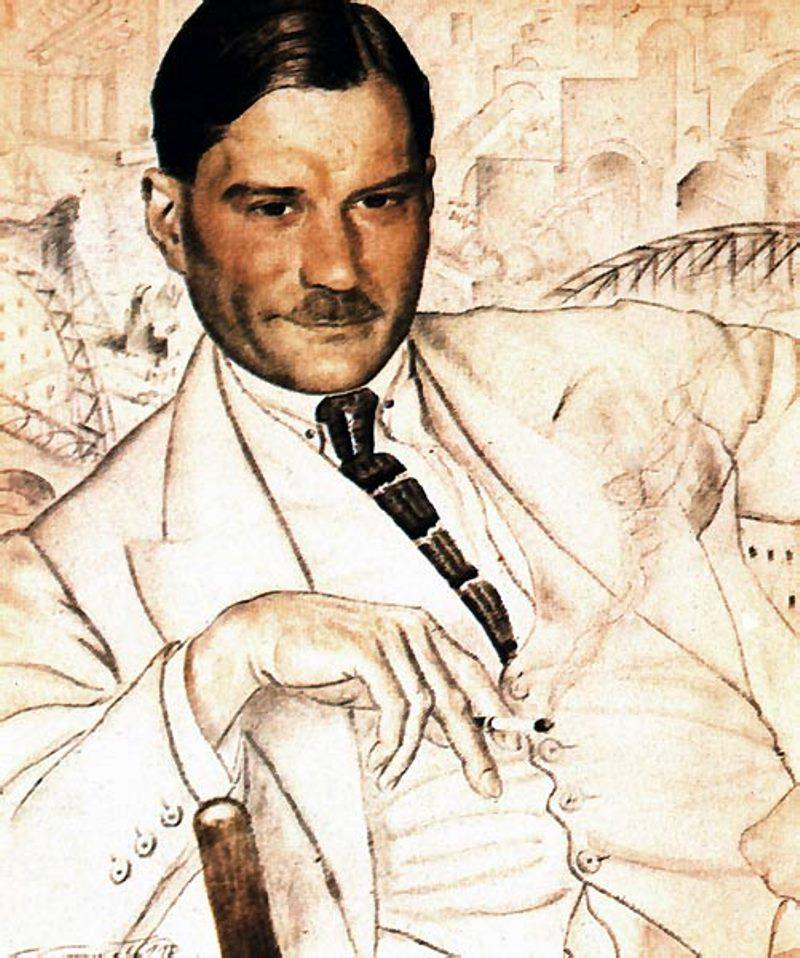
Yevgeni Zamiatin (1923).
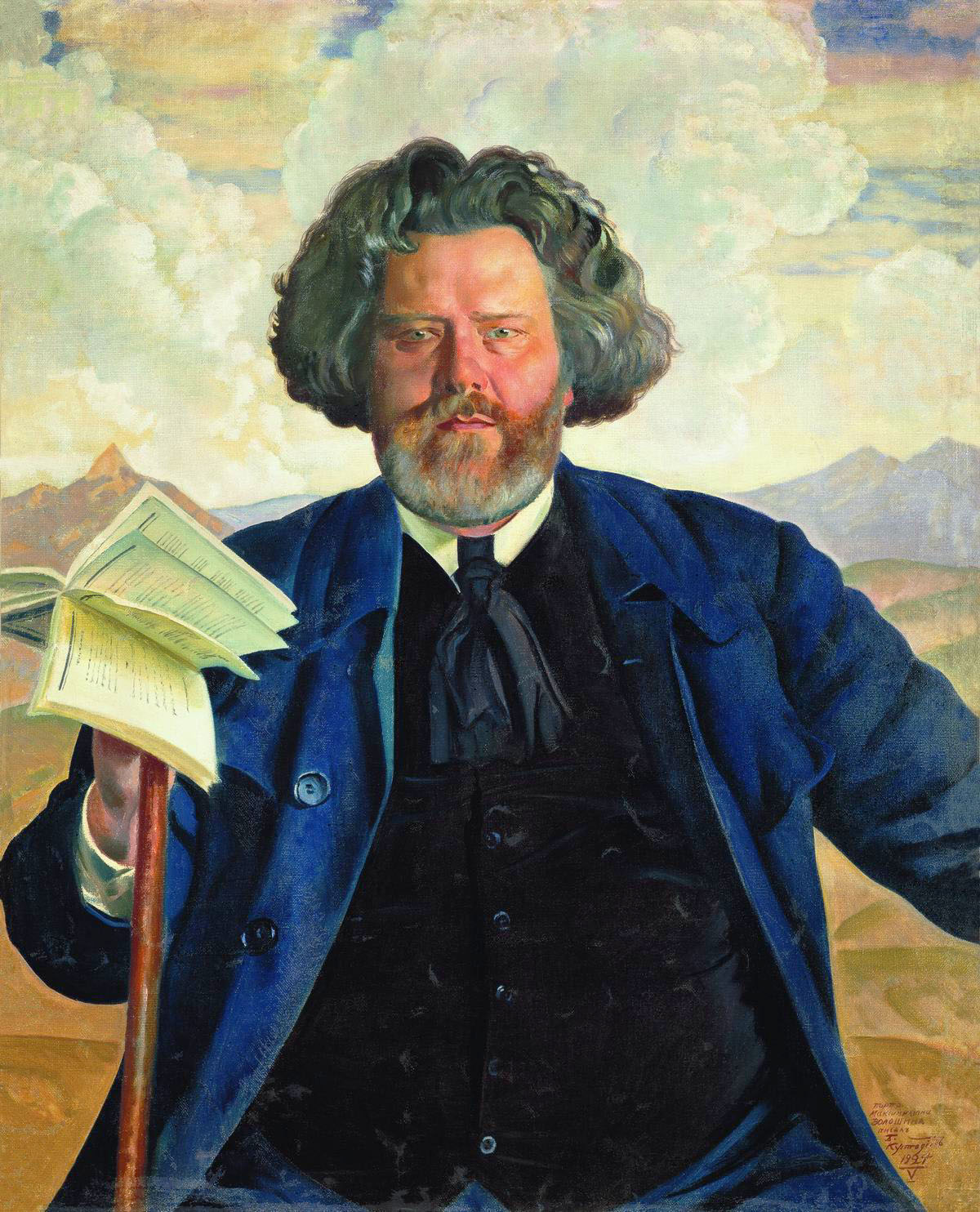
Maksimilián Voloshin (1924).
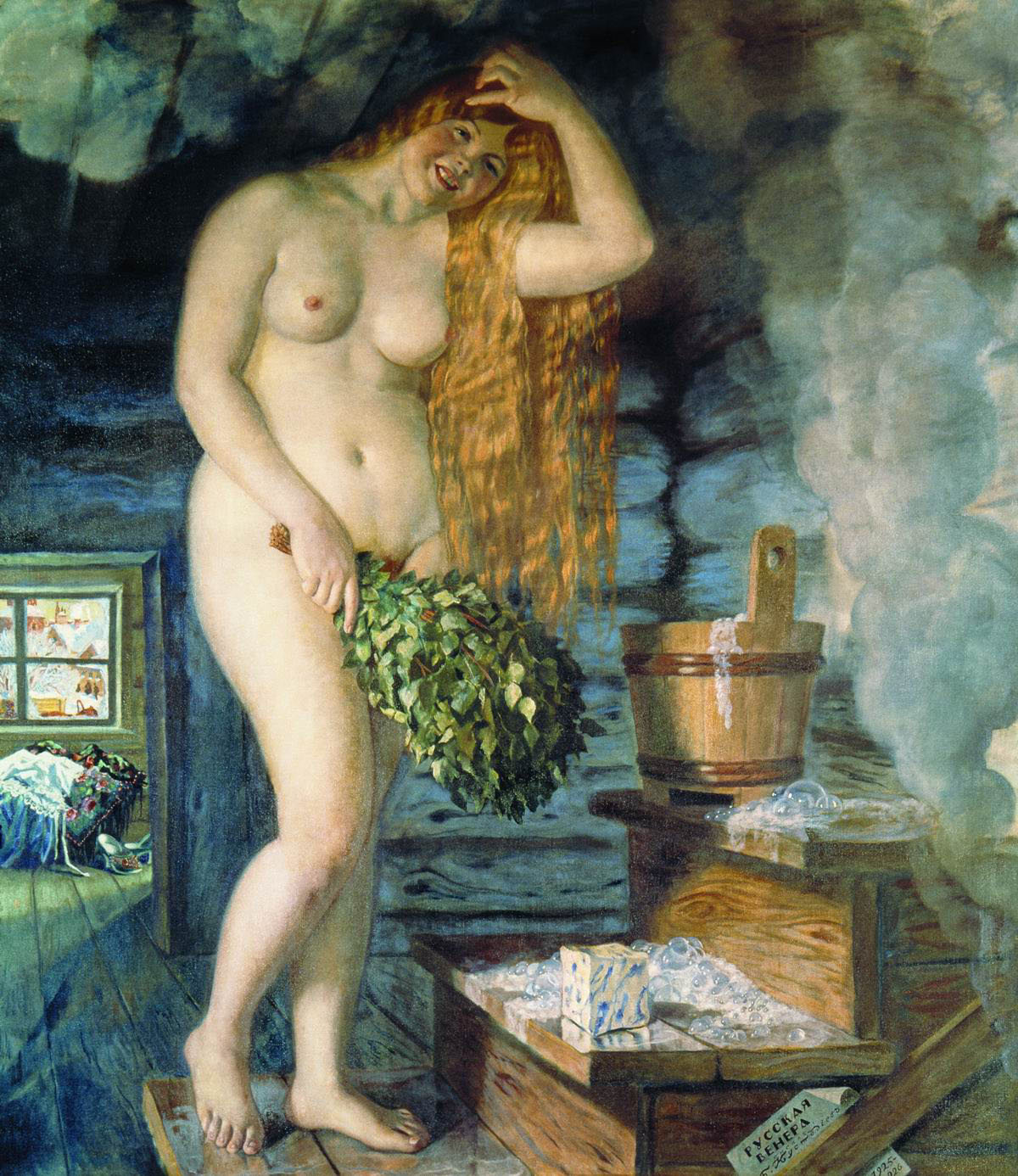
Venus rusa (1926).